# To katalava arga
"To katalava arga" (alfabeto grego: Το κατάλαβα αργά (tradução portuguesa: "Eu dei conta disso tarde") foi a canção cipriota no Festival Eurovisão da Canção 1985, interpretada em grego por Lia Vissi.
A canção cipriota foi a terceira a ser interpretada na noite do festival, a seguir à canção da Finlândia "Eläköön elämä", interpretada por Sonja Lumme e antes da canção dinamarquesa "Sku' du spørg' fra no'en?", interpretada pelos Hot Eyes with. A canção cipriota terminou em 16.º lugar (entre 19 países) e recebeu 15 pontos.
A canção é uma balada, com Vissi lamentando o fa(c)to de ela ter a maravilha do seu relacionamento amoroso muito tarde.